# Кобыля-Гура (гмина)
Кобыля-Гура (пол. Kobyla Góra) — сельская гмина (волость) в Польше, входит как административная единица в Остшешувский повет, Великопольское воеводство. Население — 5761 человек (на 2004 год).

## Сельские округа
1. Балдовице
2. Бежув
3. Игнацув
4. Кобыля-Гура
5. Кузница-Мысльневска
6. Лигота
7. Марцинки
8. Монкошице
9. Мостки
10. Мысльнев
11. Пажинув
12. Писажовице
13. Рыбин
14. Змыслёна-Лигоцка

## Соседние гмины
1. Гмина Бралин
2. Гмина Кемпно
3. Гмина Мендзыбуж
4. Гмина Остшешув
5. Гмина Пежув
6. Гмина Сосне
7. Гмина Сыцув